# Établissement de La Ressource
Pour les articles homonymes, voir Ressource.
L'établissement de La Ressource est un ancien établissement de la Compagnie de Jésus à l'île de La Réunion, dans le sud-ouest de l'océan Indien. Situé en un site qui est devenu le quartier de La Ressource, dans les Hauts de la commune de Sainte-Marie, il comprenait principalement un séminaire qui a participé à la christianisation de Madagascar. Une partie de son personnel est enterré au cimetière des Jésuites voisin.